# Z34 (駆逐艦)
Z34はドイツ海軍の駆逐艦。1936A型。　　　　　　　

## 艦歴
1939年9月19日発注。1941年1月15日起工。1942年5月5日進水。1943年6月5日竣工。
1943年末にノルウェー北部に進出し、1945年1月までそこで活動した。この間、1943年12月に巡洋戦艦シャルンホルストなどと共にJW55B船団攻撃作戦（オストフロント作戦）に参加したほか、機雷敷設などにも従事した。
1945年1月28日、駆逐艦Z31、Z38と共にノルウェー沿岸を南下中にイギリス軽巡洋艦ダイアデム、モーリシャスと交戦。2月1日、キールに到着。以後バルト海でソ連軍に対する艦砲射撃や避難民輸送などに従事した。
1945年4月15日、ヘラ沖でソ連の魚雷艇2隻の攻撃を受けて魚雷1本が命中し損傷。
1945年5月10日除籍。
賠償艦としてアメリカに割り当てられるが、損傷した状態であったことから1946年3月26日に海没処分となった。